# Tulipanes (Hidalgo)
Tulipanes es una localidad de México localizada en el municipio de Mineral de la Reforma en el estado de Hidalgo. La localidad se encuentra conurbada a la ciudad de Pachuca de Soto.

## Geografía
Se encuentra en la región geográfica de la Cuenca de México (Valle de Tizayuca). Le corresponden las coordenadas geográficas 20° 03’ 38.088” de latitud norte y 98° 46’ 03.294” de longitud oeste, con una altitud de 2340 m s. n. m. Cuenta con un clima semiseco templado.
En cuanto a fisiografía se encuentra en la provincia del Eje Neovolcanico, dentro de la subprovincia de Lagos y volcanes de Anáhuac; su terreno es de llanura. En lo que respecta a la hidrografía se encuentra posicionado en la región del Pánuco, dentro de la cuenca del río Moctezuma, y en la subcuenca del río Tezontepec.

## Demografía
En 2020 registró una población de 2155 personas, lo que corresponde al 1.06 % de la población municipal. De los cuales 1003 son hombres y 1152 son mujeres. La localidad pertenece a la zona Metropolitana de Pachuca.
| Gráfica de evolución demográfica de Tulipanes entre 2010 y 2020                              |
|                                                                                              |
| Población de los censos y conteos del Instituto Nacional de Estadística y Geografía (INEGI). |